# Partito Social-Liberale (Brasile)
Il Partito Social-Liberale (in portoghese: Partido Social Liberal, PSL) fondato nel 1994 dall'imprenditore Luciano Bivar, fu un partito politico brasiliano ufficialmente registrato presso il Tribunale Elettorale Superiore nel 1998; originariamente radicato nei principi social-liberali, intraprese una svolta verso destra in occasione delle elezioni generali del 2018, quando accolse l'adesione dell'ex esponente del Partito Sociale Cristiano, Jair Bolsonaro. Bolsonaro trasformò il PSL in un partito liberista, nazionalista, radicalmente anticomunista e socialconservatore. Alcune di queste politiche furono definite come "estrema destra" da numerosi osservatori giornalistici.
Il nome originale è rimasto anche dopo il cambiamento ideologico e dopo che Livres (l'ala principale del partito) ha lasciato il PSL e ha formato un proprio movimento politico per continuare gli obiettivi originali del partito. Bolsonaro è diventato il candidato del partito alle elezioni generali brasiliane del 2018 e ha vinto in entrambi i turni. Bolsonaro ha lasciato il partito nel 2019 dopo disaccordi con il suo presidente, Luciano Bivar, e ha poi fondato Alleanza per il Brasile. Il 6 ottobre 2021, il partito votò per la fusione con i Democratici, dando vita al partito Unione Brasile.

## Storia

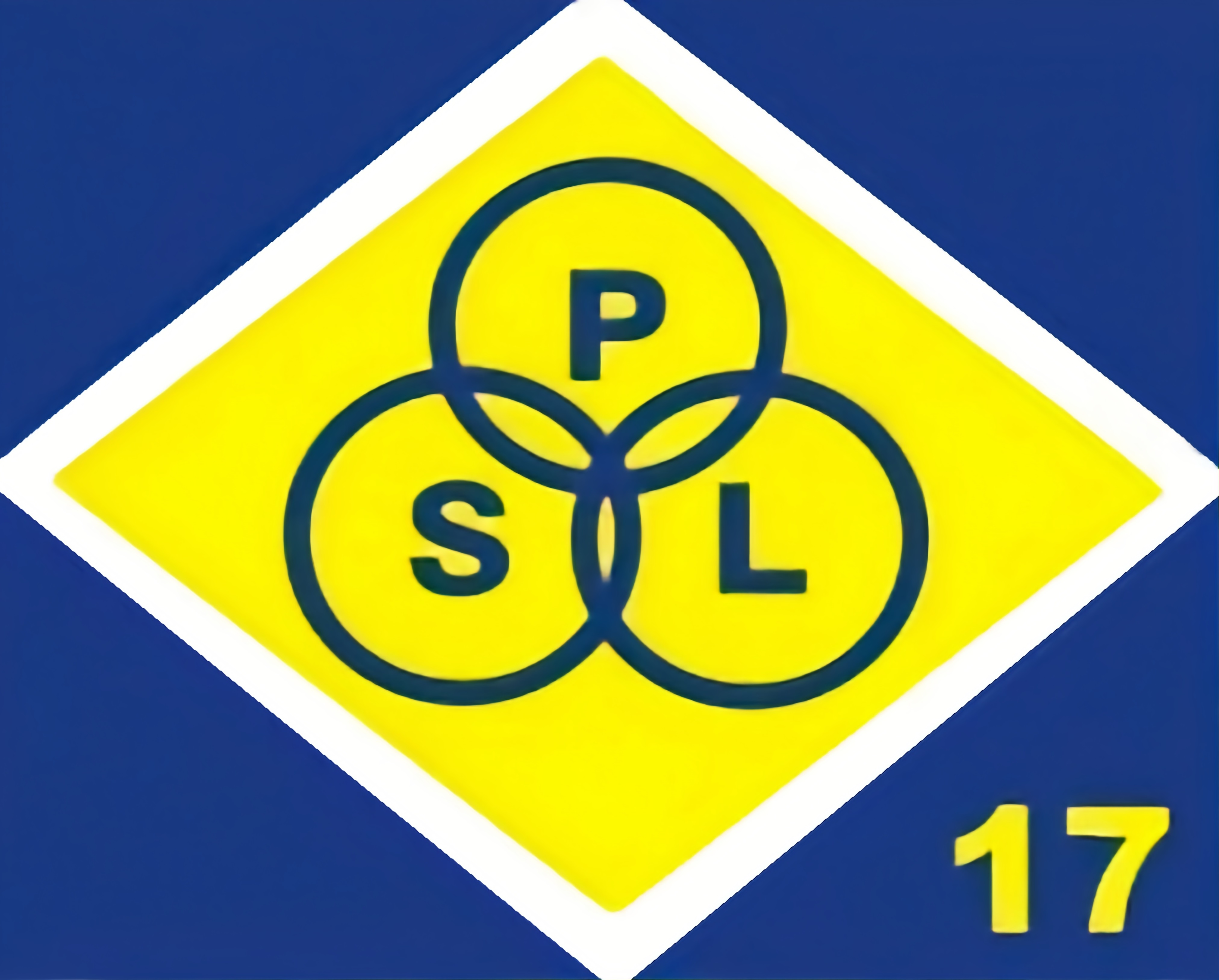
Il logo del PSL dal 1994 al 2004

Alle elezioni parlamentari del 1998 e in quelle del 2002 ottenne lo 0,19%, eleggendo un deputato in entrambe le tornate.
Alle elezioni generali del 2006 perse la propria rappresentanza parlamentare, mentre alle presidenziali sostenne la candidatura di Luciano Bivar, che si fermò allo 0,06%.
Alle elezioni generali del 2014 il PSL appoggiò la candidata del Partito Socialista Brasiliano Marina Silva, giunta al terzo posto con il 21,32% dei voti. Nella medesima tornata elettorale il partito conseguì lo 0,19% dei voti, eleggendo un deputato.
Nel 2015 il partito vide costituirsi al proprio interno la corrente Livres, ispirata apertamente al liberalismo sociale e reclamando una riorganizzazione interna; contemporaneamente adottò un nuovo simbolo, di colore viola.
Nel 2016 sostenne la messa in stato di accusa nei confronti del presidente Dilma Rousseff.
Dopo l'adesione di Bolsonaro, avvenuta il 5 gennaio 2018, il partito ha assunto posizioni nazional-conservatrici e populiste, trasformandosi in uno dei partiti più conservatori dell'arena politica brasiliana; ciò provocò le proteste della corrente dei Livres, che abbandonarono il partito. Nello stesso periodo Bivar lasciò la presidenza del partito e Gustavo Bebianno fu nominato presidente ad interim.
Successivamente il partito modificò il proprio logo abbandonando il colore viola e adottando i colori della bandiera del Brasile (blu, giallo e verde), nominando il 22 luglio 2018 Bolsonaro come candidato ufficiale alla presidenza. Bolsonaro fu appoggiato anche dal Partito Laburista Rinnovatore Brasiliano (PRTB), anch'esso collocato su posizioni nazionaliste e conservatrici. PSL e PRTB formarono insieme la coalizione Brasile sopra tutto, Dio sopra chiunque.
Nel partito si costituì poi una corrente monarchica, guidata dal principe Luiz Philippe de Orleáns e Bragança, erede della famiglia imperiale del Brasile, che rievocava l'Impero del Brasile.
Alle elezioni generali del 2018 Bolsonaro ottenne al primo turno il 46% dei voti, distanziando notevolmente il candidato del Partito dei Lavoratori Fernando Haddad, venendo poi eletto al secondo turno col 55,1% dei voti. Alle elezioni parlamentari il PSL conquistò la maggioranza relativa dei voti raggiungendo l'11,7% ed elesse 52 deputati e 4 senatori. La guida del partito tornò frattanto a Luciano Bivar.
Secondo il quotidiano spagnolo El País il partito sarebbe stato di fatto sotto il controllo di Bolsonaro.
Nel 2019 Bolsonaro, pur sostenuto ancora, ha lasciato il PSL per fondare un proprio movimento di estrema destra, l'Alleanza per il Brasile.

## Presidenti del partito
- Luciano Bivar (1994-2018)
- Gustavo Bebianno (ad interim; gennaio-ottobre 2018)
- Luciano Bivar (ottobre 2018-in carica)